# Радченко Володимир Григорович (біолог)
Володимир Григорович Радченко — український зоолог і еколог, гіменоптеролог, академік НАН України (2009), професор, доктор біологічних наук (1992), заслужений діяч науки і техніки України (2013), лауреат державної премії України в галузі науки і техніки (2015), директор Інституту еволюційної екології НАН України, член вченої ради Інституту зоології імені І. І. Шмальгаузена НАН України.
З жовтня 2020 року — академік-секретар Відділення загальної біології НАН України і, відповідно, член Президії НАН України.

## Життєпис
У 1974 році закінчив Донецький державний університет. З 1976 року працював у Інституті зоології ім. І. І. Шмальгаузена у Києві. Докторську дисертацію «Еволюція гніздування і соціального способу життя бджіл (Hymenoptera, Apoidea)» захистив в Санкт-Петербурзі в Зоологічному інституті РАН в 1992 році. У 2004 році очолив новостворений Науковий центр екомоніторингу та біорізноманіття мегаполісу НАН України, який у 2013 році було реорганізовано у Інститут еволюційної екології НАН України.

## Деякі праці
Монографії
- Радченко В. Г. Биология шмелиной семьи. — Киев: Инст. зоол. АН УССР, 1989. 55 с.
- Радченко В. Г. Эусоциальные колонии пчел галиктин (Hymenoptera, Halictidae, Halictinae). — Киев: Инст. зоол. АН Украины, 1993. 60 с.
- Радченко В. Г., Песенко Ю. А. Биология пчел (Hymenoptera, Apoidea). — Санкт-Петербург: ЗИН РАН, 1994. 350 с.
- Pesenko Yu. A. Banaszak J., Radchenko V. G. Bees of the family Halictidae (Hymenoptera, Apoidea) of Poland: taxonomy, ecology, bionomics. — Bydgoszcz: Univ. Press, 2000. ix + 348 pp.
- Радченко В. Г. Определитель насекомых Дальнего Востока России, Владивосток: Дальнаука, 2007. Т. 4, ч. 5. — 1052 с. (разделы: Семейство Halictidae: Общая характеристика; биология; видовые очерки. С. 754—760, 804—877.).
- European Red List of Bees. — European Union, 2014 (iucn.org). ISBN 978-92-79-44512-5
- Величко М. В., Радченко В. Г. Біологічна безпека України. Київ, 2016. — 784 с. ISBN 978-966-8916-58-8

Статті
- Radchenko V.G. A new type of nest without cells in Metallinella atrocaerulea (Hymenoptera) // Entomological Review, Washington: Scripta Publ. Co. (USA), 1979, Vol. 57, N 3. P. 353—357.
- Радченко В. Г. Гнездование пчелы Nomioides minutissimus (Rossi) (Hymenoptera, Halictidae) // Энтомологическое обозрение. 1979. T.58, вып.4. С.762-765.
- Радченко В. Г. О строении гнезда и трофических связях Andrena chrysopus Per. (Hymenoptera, Andrenidae) // Вестник зоологии. 1980. N 3. C.88-90.
- Радченко В. Г., Песенко Ю. А. Определительная таблица пчел рода Dasypoda Latreille (Hymenoptera, Melittidae) европейской части СССР с обозначением лектотипов // Труды Зоол. ин-та АН СССР. 1988. Т.184. С.114—121.
- Песенко Ю. А., Радченко В. Г., Кайгородова М. С. Экология опыления Strigosella grandiflora и Erysimum badghysi (Brassicaceae) пчелиными (Hymenoptera, Apoidea) в Бадхызе: измерение напряженности конкурентных отношений // Энтомологическое обозрение. 1980. Т.59, вып.4. С.768—782.
- Песенко Ю. А., Радченко В. Г., Кайгородова М. С. К экологии цветения и опыления некоторых растений Бадхызского заповедника // Экология опыления растений. Пермь: Гос. ун-т, 1982. С.106-116.
- Песенко Ю. А., Лелей A. C., Радченко В. Г., Филаткин Г. Н. Китайская восковая пчела Apis cerana cerana F. (Hymenoptera, Apoidea) на Дальнем Востоке СССР // Энтомологическое обозрение. 1989. Т.68, вып.3. С.527-548.
- Песенко Ю. А., Радченко В. Г. Использование пчел (Hymenoptera, Apoidea) для опыления люцерны: система мер, методы оценки численности и эффективности опылителей // Энтомологическое обозрение. 1992. Т.71, вып.2. С.251-265.
- Стукалюк С. В., Радченко В. Г. Видовой состав и структура сообществ муравьев (Hymenoptera: Formicidae) побережий лиманов северо-западного Крыма // Вестник зоологии, 2008, № 4. С. 303—313.
- Стукалюк С. В., Радченко В. Г. Структура многовидовых ассоциаций муравьев (Hymenoptera, Formicidae) Горного Крыма // Энтомологическое обозрение. — 2010, Выпуск 3, Т. LXXXIX. — C. 532—560.
- Radchenko V.G. A new widespread European bee species of the genus Dasypoda Latreille (Hymenoptera, Apoidea) // Zootaxa, 2016. 4184(3): 491—504.
- Radchenko V.G. A new bee species of the genus Dasypoda Latreille (Hymenoptera, Apoidea) from Portugal with comparative remarks on the subgenus Heterodasypoda Michez // Zootaxa, 2017. 4350 (1): 164—176.
- Radchenko V.G., Ghisbain G., Michez D. Redescription of three rare species of Dasypoda bees with first description of D. iberica and D. tibialis females (Hymenoptera, Apoidea, Melittidae) // Zootaxa, 2019. 4700 (3): 326—344.
- Schepaschenko D., Chave J., … Radchenko V.G. … Zo-Bi I.C. The Forest Observation System, building a global reference dataset for remote sensing of forest biomass // Scientific Data, 2019. 6(1): 1–11.
- Radchenko V.G., Allahverdi M., Fekrat L. Revision of the mining bee subgenus Andrena (Longandrena) (Hymenoptera: Apoidea: Andrenidae) // Zootaxa, 2021. 5032 (4): 489—515.